# نجد السهلة (فرع العدين)

تعديل مصدري - تعديل

نجد السهلة محلة تابعة لقرية جبل السقعة، التابعة لعزلة بني يوسف بمديرية فرع العدين إحدى مديريات محافظة إب في الجمهورية اليمنية، بلغ تعداد سكانها 73 حسب تعداد اليمن لعام 2004.